# Ізюмська міська лікарня
«Центральна міська лікарня Піщанської Богоматері» — комунальне некомерційне підприємство Ізюмської міської ради.
Лікарня веде історію з початку XIX століття. Теперішня назва — з 2019 року.
У березні 2022 році лікарню пошкодили та розграбували російські окупанти. Після деокупації міста до відновлення лікарні долучилась Перша леді України Олена Зеленська, яка збирає на відбудову гроші по всьому світу.